# Ochridaspongia
Ochridaspongia is een geslacht van sponsdieren uit de klasse van de Demospongiae (gewone sponzen).

## Soorten
- Ochridaspongia interlithonis Arndt, 1937
- Ochridaspongia rotunda Arndt, 1937